# Columba thomensis
Columba thomensis là một loài chim trong họ Columbidae.